# Даань (Тайбэй)

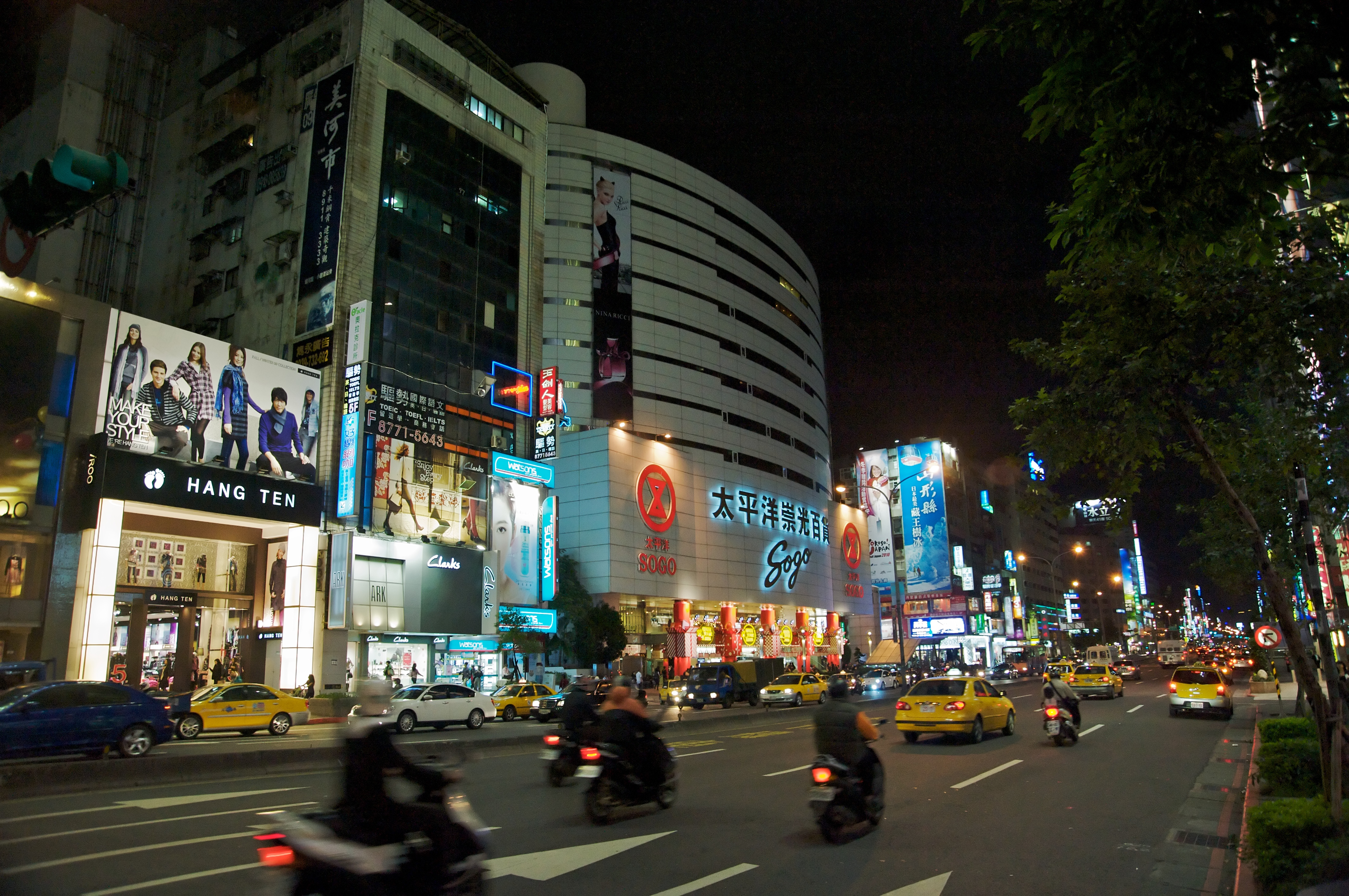
Чжунсяо — важнейшая торговая улица района

Даань (кит. трад. 大安區, пиньинь Dà'ān Qū, хокло Tāi-an-khu) — один из 12 административных районов города Тайбэй Китайской Республики. Площадь составляет 11,3614 км². Население по данным на 2010 год — 310 912 человек.
Территория района ограничена дорогами Гуангфу, Цзилун и Хэпин-Восточная — на востоке; холмами Нэйпу, Фучжоу и Жабьими холмами — на юге; дорогами Рузвельта, Ханьчжоу-Южная, Синьи и Синьшэн — на западе; шоссе Гражданский Бульвар — на севере.
Граничит с районами Синьи (на востоке), Вэньшань (на юге), Чжунчжэн (на западе), Чжуншань (на северо-западе) и Суншань (на северо-востоке).
Даань служит домом для трёх крупных университетов столицы — Тайваньского государственного университета (NTU), Тайбэйского государственного технологического университета и Государственного тайваньского педагогического университета (NTNU). В Даани имеется множество торговых районов. Наиболее известные ночные рынки — Тунхуа (на востоке района) и Шида (на западе, вблизи NTNU). Даань также характеризуется наиболее дорогой недвижимостью в Тайбэе.
В районе Даань находится Тайбэйская соборная мечеть, крупнейший городской парк Тайбэя — Парк Даань.